# Bernard Pinard
Bernard Pinard, né le 24 mars 1923 à Drummondville et mort le 16 juin 2007 à Sillery, est un avocat et homme politique québécois. 
Il est député à l'Assemblée nationale du Québec de la circonscription de Drummond de 1952 à 1956 et de 1960 à 1973 sous la bannière du Parti libéral du Québec.
Il occupe plusieurs postes ministériels dans les gouvernements Lesage et Bourassa.

## Biographie
Né le 24 mars 1923 à Drummondville, Bernard Pinard est le fils d'Arthur Pinard, commerçant, et d'Yvonne Lupien.

### Carrière politique
Après avoir assumé la présidence de l'Association de la jeunesse libérale de Drummondville en 1950, puis de l'Association libérale de Drummond de 1950 à 1957, Bernard Pinard se présente dans la circonscription de Drummond aux élections québécoises de 1952 où il est élu, sous la bannière du Parti libéral du Québec, député à l'Assemblée législative du Québec. Il est défait quatre ans plus tard lors des élections de 1956 mais réélu aux élections de 1960 où le Parti libéral forme un gouvernement majoritaire sous la direction de Jean Lesage. Le 5 juillet 1960, il se voit confier le poste de ministre de la Voirie dans le cabinet de Lesage. Après sa réélection lors des élections de 1962, il est maintenu dans cette fonction.
Lors des élections de 1966, il est réélu mais son parti se retrouve 
dans l'opposition, l'Union nationale formant le nouveau gouvernement sous la direction de Daniel Johnson. Il cède alors son poste de ministre à l'unioniste Fernand-Joseph Lafontaine.
En 1970, le Parti libéral reprend le pouvoir avec Robert Bourassa à sa tête, et Pinard, réélu dans Drummond, retrouve son ministère le 12 mai 1970. Le premier ministre lui confie également le poste de ministre des Travaux publics le 1er octobre 1970, ainsi que le poste de ministre des Transports le 25 novembre 1971. Le 21 février 1973, il cède son poste de ministre des Travaux publics à son collègue Raymond Mailloux. Le 1er avril 1973, le ministère de la Voirie est intégré au ministère des Transports.
Le 13 septembre 1973, Bernard Pinard est nommé juge à la Cour provinciale et président du Tribunal des transports. Par le fait même, son siège de député devient vacant. Il conserve cependant son poste de ministre des Transports jusqu'à la composition d'un nouveau conseil des ministres le 13 novembre 1973, suivant les élections générales d'octobre 1973. Il occupe ses nouvelles fonctions jusqu'en 1982 où il siège ensuite, jusqu'en 1993, à la chambre civile de la Cour provinciale à Québec.